# Wkrótce nadejdą bracia
Wkrótce nadejdą bracia – polski film psychologiczny z 1985 roku na podstawie dramatu Janusza Krasińskiego.

## Opis fabuły
Kamieniec, rok 1945. Do jednej z willi przybywa mężczyzna z walizką. Mieszka tam Ada. Mężczyzna przedstawia się jako kolekcjoner obrazów i oświadcza, że chce przenocować. Ada radzi mu opuścić dom, zanim wrócą jej trzej bracia milicjanci. Mimo to, mężczyzna nie ustępuje. Po pewnym czasie Ada odkrywa, że kolekcjoner jest oficerem podziemia, który ma na niej wykonać wyrok śmierci za kolaborację.

## Obsada
- Jadwiga Jankowska-Cieślak − Ada
- Jerzy Kamas − kapitan "Kolekcjoner"
- Tadeusz Chudecki − "Mały"
- Jerzy Kryszak − "Niezłomny"
- Krzysztof Gordon − "Zegarmistrz"
- Tadeusz Paradowicz − "Zegarmistrz"
- Jarosław Grądek − "Wysoki"
- Włodzimierz Adamski − mężczyzna przekazujący "Kolekcjonerowi" zdjęcie Ady
- Irena Burawska − staruszka z mlekiem
- Igor Michalski − urzędnik na stacji
- Andrzej Szaciłło
- Adam Trela

## Zdjęcia
- Braniewo, Łódź